# Classe Yubari
Le corvette/fregate/cacciatorpediniere di scorta classe Yubari, sono la versione migliorata della precedente JDS Ishikari (DE-226), sono navi classificate come DE, ovvero "Destroyer Escort", cacciatorpediniere di scorta. Questo significa che si tratta di navi intermedie tra le corvette antisommergibile e le navi di squadra, da combattimento vere e proprie. Delle tre navi originariamente programmate, una è stata decurtata.

## Il progetto
Le nuove DD sono una versione ingrandita della JDS Ishikari (DE-226), con abitabilità e tenuta al mare molto migliori.
Le Yubari sono dotate di uno scafo dall'alto bordo libero, soprattutto all'altezza delle sovrastrutture, dove è più alto di un ponte. Le navi sono dotate di strutture massicce, con una piccola plancia, un alto albero a traliccio, e dietro un fumaiolo basso e compatto. Nell'insieme, esse sono molto simili alle Grisha sovietiche, anche se più pesanti e grandi.
L'equipaggio, grazie alla notevole automazione, è inferiore a 100 uomini contro i 165 della precedente classe Chikugo.

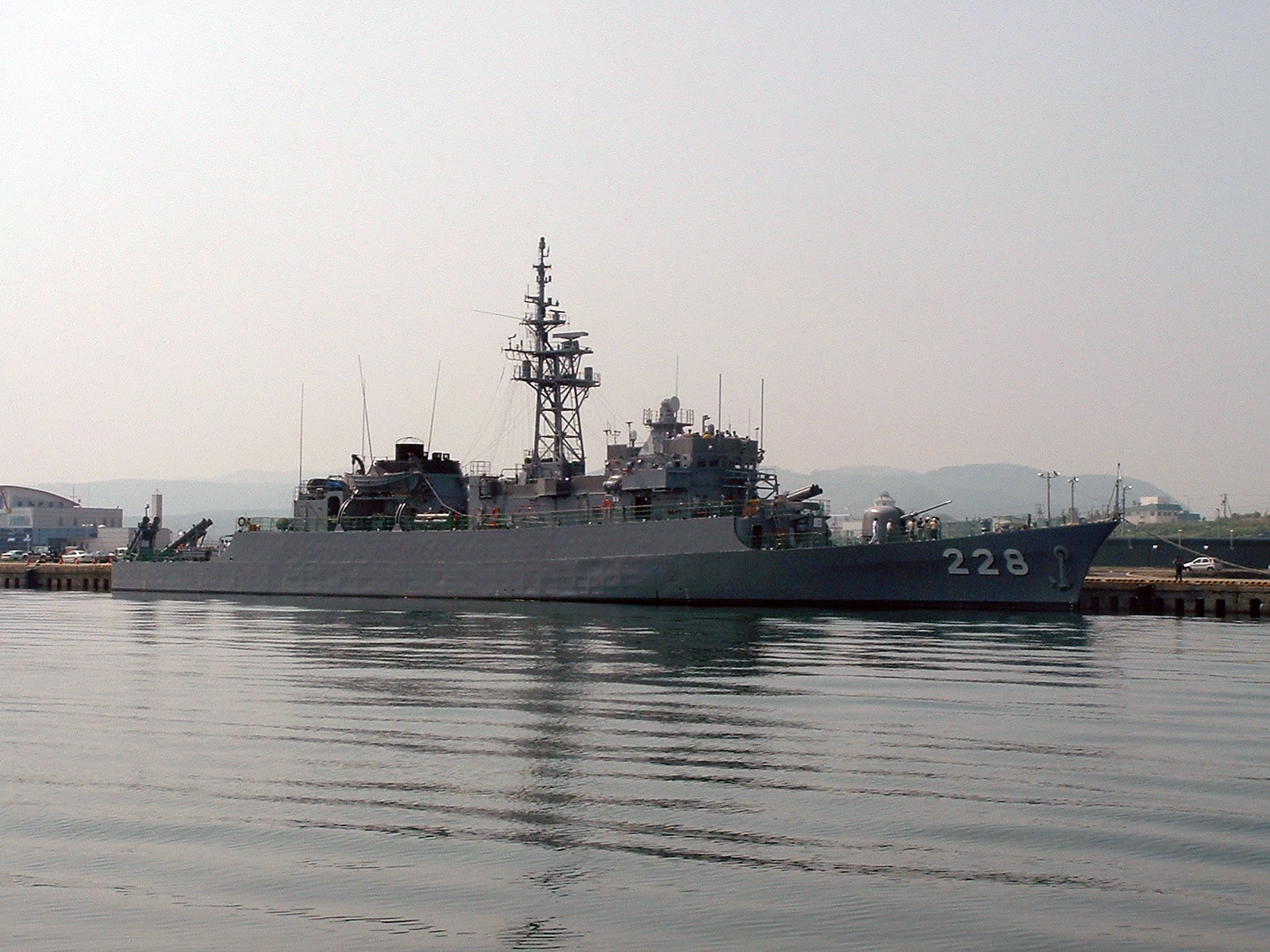
La fregata Yuubetsu ormeggiaia

L'apparato propulsore è basato su un motore diesel e una turbina a gas "Olympus" inglese, entrambi prodotti su licenza da industrie giapponesi. Anche qui la similitudine con le classe Grisha - Progetto 1124 Albatross è notevole. La configurazione è "CODOG" e pur non essendo la velocità raggiungibile particolarmente elevata, si tratta di un buon compromesso tra la velocità e l'autonomia, sebbene il livello di prestazioni è quasi 10 nodi inferiore a quello delle corvette sovietiche.
L'armamento vede un cannone OTO da 76 mm in sostituzione delle vecchie artiglierie americane delle classi precedenti, prodotto su licenza. Il sistema CIWS di difesa antiaerea è il Phalanx sistemato nella zona poppiera, anche se noh era stato subito installato. L'armamento principale è dato ancora da 8 missili, ma stavolta non sono gli ASROC, ma gli RGM-84 Harpoon, antinave da 90-130 km di gittata. Siccome non hanno lanciatori orientabili, sono molto più leggeri come installazione, e sono disposti a poppa. Un potente lanciarazzi Bofors rende meno grave la perdita dell'ASROC e con 4 km di gittata e un razzo da 250 kg si tratta di una potente arma ASW sebbene a corto raggio. I siluri sono come al solito, su 2 lanciatori tripli.

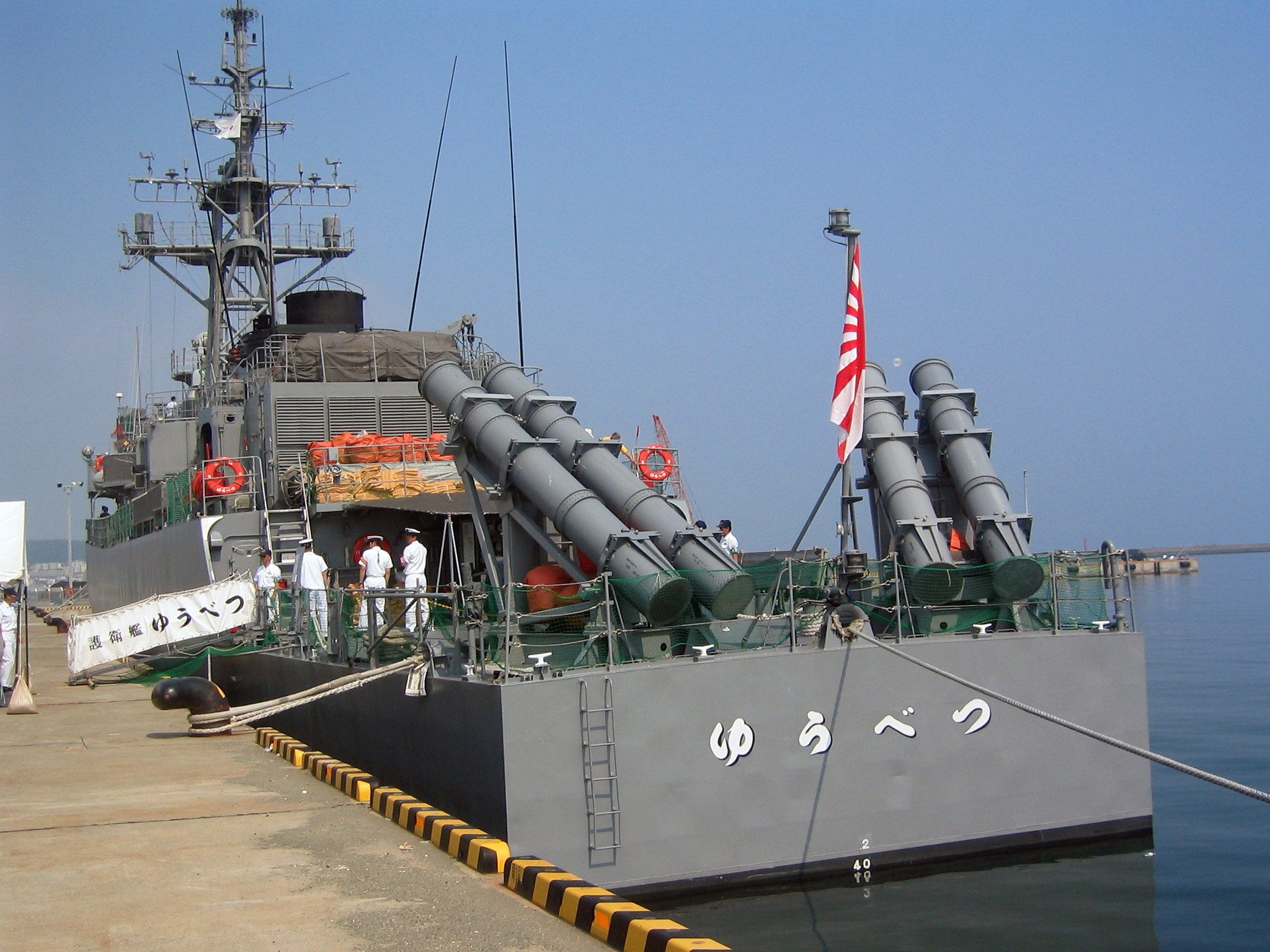
La fregata Yuubetsu vista da poppa

I sensori sono rappresentati da vari radar, ESC, ECM, sonar. Sebbene sia presente un'ECM attiva, e 2 lanciachaff Super RBOC, non vi è un radar specifico per la scoperta aerea, ma solo uno per la scoperta in superficie, verosimilmente idoneo anche per quella aerea a quote medio-bassa. Anche nel caso dei sonar, non essendovi quello a profondità variabile, vi è un certo regresso rispetto alle classe Chikugo aggiornate.
Per quello che concerne il servizio, le Yubari hanno rappresentato un buon mezzo per operare in funzione della difesa dell'arcipelago giapponese, con l'assistenza delle navi più grandi e della potente aviazione basata a terra. La loro funzione è stata soprattutto quella di contrasto alle forze navali, ma effettivamente vista la situazione, sarebbe stato meglio utilizzarli con maggiore enfasi sulla lotta ASW. Difficilmente esse avrebbero avuto, in caso di guerra, modo di lanciare missili RGM-84 Harpoon, mentre i 'bersagli' per gli ASROC non sarebbero certo mancati. Stranamente, vi è da rimarcare la mancanza di radar specifici per la scoperta aerea e del VDS, sebbene nell'insieme questa classe abbia rappresentato un progetto molto moderno e potente di nave della classe.

## Unità
| matricola | Nome    | Impostazione    | Varo             | Entrata in servizio | Base    |
| --------- | ------- | --------------- | ---------------- | ------------------- | ------- |
| DE-227    | Yubari  | 9 febbraio 1981 | 22 febbraio 1982 | 18 marzo 1983       | Ominato |
| DE-228    | Yubetsu | 14 gennaio 1982 | 25 gennaio 1983  | 14 febbraio 1984    | Ominato |